# Marnes (Deux-Sèvres)
Marnes település Franciaországban, Deux-Sèvres megyében. Lakosainak száma 220 fő (2022. január 1.). Marnes Moncontour, Airvault, La Grimaudière, Saint-Jean-de-Sauves és Plaine-et-Vallées községekkel határos.

## Népesség
A település népességének változása:
| Lakosok száma | 246  | 250  | 265  | 258  | 247  | 236  | 225  | 221  | 220  |
|               | 2013 | 2015 | 2016 | 2017 | 2018 | 2019 | 2020 | 2021 | 2022 |